# Thalia-Preis
Der Thalia-Preis (tschechisch Cena Thálie) wird seit 1993 vom tschechischen Schauspieler-Verband für herausragende Leistungen im Bereich der Theaterkunst (Bühnenschauspiel, Oper, Operette, Musical, Ballett) verliehen. Benannt ist der Preis nach der Muse der griechischen Mythologie Thalia.

## Preisträger
| Jahr      | Theater                                                 | Theater                                                 | Ballett, Pantomime                                      | Ballett, Pantomime                                      | Oper, Operette, Musical                                 | Oper, Operette, Musical                                 | Oper, Operette, Musical                                 | Oper, Operette, Musical                                 | Puppentheater                                           | Alternatives Theater                                    |
| --------- | ------------------------------------------------------- | ------------------------------------------------------- | ------------------------------------------------------- | ------------------------------------------------------- | ------------------------------------------------------- | ------------------------------------------------------- | ------------------------------------------------------- | ------------------------------------------------------- | ------------------------------------------------------- | ------------------------------------------------------- |
| 1993      | Pavel Pavlovský                                         | Pavel Pavlovský                                         | Petr Zuska                                              | Petr Zuska                                              | Drahomíra Drobková                                      | Drahomíra Drobková                                      | Drahomíra Drobková                                      | Drahomíra Drobková                                      | Preis nicht vergeben                                    | Preis nicht vergeben                                    |
| 1994      | Věra Galatíková                                         | Václav Postránecký                                      | Zuzana Parmová                                          | Jan Kadlec                                              | Helena Kaupová                                          | Helena Kaupová                                          | Ivan Kusnjer                                            | Ivan Kusnjer                                            | Preis nicht vergeben                                    | Preis nicht vergeben                                    |
| 1995      | Zdena Herfortová                                        | Jaroslav Dufek                                          | Markéta Plzáková                                        | Petr Kolář                                              | Yvetta Blanarovičová                                    | Yvetta Blanarovičová                                    | Luděk Vele                                              | Luděk Vele                                              | Preis nicht vergeben                                    | Preis nicht vergeben                                    |
| Jahr      | Theater                                                 | Theater                                                 | Ballett und Pantomime                                   | Ballett und Pantomime                                   | Oper                                                    | Oper                                                    | Operette und Musical                                    | Operette und Musical                                    | Puppentheater                                           | Alternatives Theater                                    |
| 1996      | Jana Hlaváčová                                          | Jiří Lábus                                              | Taťána Juřicová                                         | Karel Littera                                           | Eva Dřízgová-Jirušová                                   | Luděk Vele (2)                                          | Jitka Molavcová                                         | Jitka Molavcová                                         | Preis nicht vergeben                                    | Preis nicht vergeben                                    |
| 1997      | Alena Vránová                                           | Josef Somr                                              | Tereza Podařilová                                       | Petr Zuska (2)                                          | Eva Urbanová                                            | Ivan Kusnjer (2)                                        | Ludmila Machytková                                      | Lubomír Lipský                                          | Preis nicht vergeben                                    | Preis nicht vergeben                                    |
| 1998      | Iva Janžurová                                           | František Němec                                         | Nelly Danko                                             | Jiří Pokorný                                            | Eva Dřízgová-Jirušová (2)                               | Vladimír Chmelo                                         | Petra Jungmanová                                        | Ladislav Županič                                        | Preis nicht vergeben                                    | Preis nicht vergeben                                    |
| 1999      | Helena Čermáková                                        | Viktor Preiss                                           | Jana Kosíková-Přibylová                                 | Ivan Příkaský                                           | Dagmar Pecková                                          | Roman Janál                                             | Markéta Sedláčková                                      | Jan Ježek                                               | Preis nicht vergeben                                    | Preis nicht vergeben                                    |
| 2000      | Taťjana Medvecká                                        | Ivan Trojan                                             | Kateřina Benešová-Rejmanová                             | Jiří Pokorný (2)                                        | Klaudia Dernerová                                       | Valentin Prolat                                         | Lucie Bílá                                              | Tomáš Černý                                             | Preis nicht vergeben                                    | Preis nicht vergeben                                    |
| 2001      | Blanka Bohdanová                                        | Josef Somr (2)                                          | Taťána Juřicová (2)                                     | Lubor Kvaček                                            | Simona Šaturová                                         | Ivan Kusnjer (3)                                        | Marta Kubišová                                          | Lumír Olšovský                                          | Preis nicht vergeben                                    | Preis nicht vergeben                                    |
| 2002      | Taťjana Medvecká (2)                                    | Martin Stropnický                                       | Hana Litterová                                          | Alexandr Kacapov                                        | Regina Renzowa-Jürgens                                  | Pavel Kamas                                             | Daniela Šinkorová                                       | Jiří Horký                                              | Preis nicht vergeben                                    | Preis nicht vergeben                                    |
| 2003      | Barbora Hrzánová                                        | Petr Kostka                                             | Tereza Podařilová (2)                                   | Filip Veverka                                           | Yvona Škvárová                                          | Jan Vacík                                               | Stanislava Topinková-Fořtová                            | Jiří Korn                                               | Preis nicht vergeben                                    | Preis nicht vergeben                                    |
| 2004      | Vanda Hybnerová                                         | Boris Rösner                                            | Zuzana Susová                                           | Michal Štípa                                            | Katarína Jorda Kramolišová                              | Peter Straka                                            | Daniela Šinkorová (2)                                   | Dušan Vitázek                                           | Preis nicht vergeben                                    | Preis nicht vergeben                                    |
| 2005      | Kateřina Holánová                                       | Ivan Řezáč                                              | Tereza Podařilová (3)                                   | Jiří Kodym                                              | Eva Urbanová (2)                                        | Jurij Gorbunov                                          | Tereza Bebarová                                         | Tomáš Šulaj                                             | Preis nicht vergeben                                    | Preis nicht vergeben                                    |
| 2006      | Vilma Cibulková                                         | David Prachař                                           | Adéla Pollertová                                        | Jan Fousek                                              | Kate Aldrich                                            | Johannes Chum                                           | Radka Coufalová Vidláková                               | Tomáš Töpfer                                            | Preis nicht vergeben                                    | Preis nicht vergeben                                    |
| 2007      | Simona Stašová                                          | Erik Pardus                                             | Nikola Márová                                           | Michal Štípa (2)                                        | Anda-Louise Bogza                                       | Gianluca Zampieri                                       | Pavla Břínková                                          | Petr Štěpán                                             | Preis nicht vergeben                                    | Preis nicht vergeben                                    |
| 2008      | Petra Hřebíčková                                        | Norbert Lichý                                           | Nataša Novotná                                          | Vladimír Gončarov                                       | Dana Burešová                                           | Tchao Wej-lung                                          | Zuzana Kolářová                                         | Vlastimil Zavřel                                        | Preis nicht vergeben                                    | Preis nicht vergeben                                    |
| 2009      | Kateřina Burianová                                      | Martin Pechlát                                          | Ivona Jeličová                                          | Zdeněk Mládek                                           | Csilla Boross                                           | Pavel Vančura                                           | Markéta Tallerová                                       | Petr Gazdík                                             | Preis nicht vergeben                                    | Preis nicht vergeben                                    |
| 2010      | Květa Fialová                                           | Jiří Štěpnička                                          | Zuzana Pokorná (2)                                      | Richard Kročil                                          | Christina Vasileva                                      | Richard Haan                                            | Dagmar Sobková                                          | Marian Vojtko                                           | Preis nicht vergeben                                    | Preis nicht vergeben                                    |
| 2011      | Helena Dvořáková                                        | Václav Neužil                                           | Miho Ogimoto                                            | Jan Fousek (2)                                          | Anna Klamo                                              | Jacek Strauch                                           | Monika Absolonová                                       | Dušan Vitázek (2)                                       | Preis nicht vergeben                                    | Preis nicht vergeben                                    |
| 2012      | Gabriela Míčová                                         | Richard Krajčo                                          | Lucie Skálová                                           | Robert Skujenieks                                       | Jana Kačírková                                          | Aleš Briscein                                           | Hana Holišová                                           | Jan Kříž                                                | Preis nicht vergeben                                    | Preis nicht vergeben                                    |
| 2013      | Tereza Vilišová                                         | Petr Mikeska                                            | Marta Drastíková                                        | Ondřej Vinklát                                          | Jana Kačírková (2)                                      | Jiří Přibyl                                             | Lucie Bergerová                                         | Marek Holý                                              | Preis nicht vergeben                                    | Preis nicht vergeben                                    |
| 2014      | Vilma Cibulková (2)                                     | Michal Isteník                                          | Tereza Podařilová (4)                                   | Richard Ševčík                                          | Ivana Veberová                                          | Aleš Briscein (2)                                       | Hana Fialová                                            | Tomáš Savka                                             | Preis nicht vergeben                                    | Preis nicht vergeben                                    |
| 2015      | Zora Valchařová Poulová                                 | Radim Madeja                                            | Kristýna Němečková                                      | Viktor Konvalinka                                       | Iordanka Derilova                                       | Jaroslav Březina                                        | Karolina Gudasová                                       | Jan Kříž (2)                                            | Preis nicht vergeben                                    | Preis nicht vergeben                                    |
| 2016      | Hana Tomáš Briešťanská                                  | Milan Kňažko                                            | Jui Kjótaniová                                          | Radim Vizváry                                           | Pavla Vykopalová                                        | Thomas Weinhappel                                       | Lenka Pavlovič                                          | Josef Vojtek                                            | Preis nicht vergeben                                    | Preis nicht vergeben                                    |
| 2017      | Tereza Dočkalová                                        | Daniel Bambas                                           | Nikola Márová (2)                                       | Ondřej Vinklát (2)                                      | Maida Hundeling                                         | Svatopluk Sem                                           | Katarína Hasprová                                       | Peter Pecha                                             | Preis nicht vergeben                                    | Preis nicht vergeben                                    |
| 2018/2019 | Lucie Trmíková                                          | Viktor Dvořák                                           | Alina Nanu                                              | Dominik Vodička                                         | Kateřina Kněžíková                                      | Ondřej Koplík                                           | Martina Šnytová                                         | Vojtěch Dyk                                             | Milan Hajn                                              | Milan Hajn                                              |
| 2020      | Tereza Groszmannová                                     | Petr Štěpán (2)                                         | Alina Nanu (2)                                          | Ondřej Vinklát (3)                                      | Jana Šrejma Kačírková (3)                               | Lukáš Zeman                                             | Erika Stárková                                          | Pavel Režný                                             | Ondřej Nosálek                                          | Jakub Gottwald                                          |
| 2021      | keine Preisverleihung (COVID-19-Pandemie in Tschechien) | keine Preisverleihung (COVID-19-Pandemie in Tschechien) | keine Preisverleihung (COVID-19-Pandemie in Tschechien) | keine Preisverleihung (COVID-19-Pandemie in Tschechien) | keine Preisverleihung (COVID-19-Pandemie in Tschechien) | keine Preisverleihung (COVID-19-Pandemie in Tschechien) | keine Preisverleihung (COVID-19-Pandemie in Tschechien) | keine Preisverleihung (COVID-19-Pandemie in Tschechien) | keine Preisverleihung (COVID-19-Pandemie in Tschechien) | keine Preisverleihung (COVID-19-Pandemie in Tschechien) |
| 2022      | Veronika Korytářová                                     | Saša Rašilov                                            | Natalia Adamska                                         | Sergio Méndez Romero                                    | Jana Sibera                                             | Martin Bárta                                            | Hana Fialová (2)                                        | Lumír Olšovský (2)                                      | Gustav Hašek                                            | Nela H. Kornetová                                       |

### Thalia-Preis für das Lebenswerk
| Jahr      | Theater | Ballett und Pantomime      | Oper                                      | Operette und Musical | Puppentheater                           | Alternatives Theater |
| --------- | --- | -------------------------- | ----------------------------------------- | -------------------- | --------------------------------------- | -------------------- |
| 1993      | Josef Kemr | nicht vergeben             | Karel Berman                              | Nelly Gaierová       | Preis nicht vergeben                    | Preis nicht vergeben |
| 1994      | Zora Rozsypalová | Miroslav Kůra              | Maria Tauberová                           | Preis nicht vergeben | Preis nicht vergeben                    | Preis nicht vergeben |
| 1995      | Radovan Lukavský | Olga Skálová               | Karel Kalaš                               | Preis nicht vergeben | Preis nicht vergeben                    | Preis nicht vergeben |
| 1996      | Jaroslava Adamová | Mira Figarová              | Libuše Domanínská                         | Preis nicht vergeben | Preis nicht vergeben                    | Preis nicht vergeben |
| 1997      | Vlastimil Brodský | Viktor Malcev              | Ivo Žídek                                 | Preis nicht vergeben | Preis nicht vergeben                    | Preis nicht vergeben |
| 1998      | Jiřina Jirásková | Zora Šemberová             | Milada Šubrtová                           | Preis nicht vergeben | Preis nicht vergeben                    | Preis nicht vergeben |
| 1999      | Jiří Sovák | Jaromír Petřík             | Jiří Zahradníček                          | Preis nicht vergeben | Preis nicht vergeben                    | Preis nicht vergeben |
| 2000      | Stella Zázvorková | Marta Drottnerová          | Ivana Mixová                              | Preis nicht vergeben | Preis nicht vergeben                    | Preis nicht vergeben |
| 2001      | Lubor Tokoš | Jiří Blažek                | Richard Novák                             | Preis nicht vergeben | Preis nicht vergeben                    | Preis nicht vergeben |
| 2002      | Věra Tichánková | Vlasta Pavelcová           | Ludmila Dvořáková                         | Preis nicht vergeben | Preis nicht vergeben                    | Preis nicht vergeben |
| 2003      | Otakar Brousek senior | Jiří Žalud                 | Antonín Švorc                             | Preis nicht vergeben | Preis nicht vergeben                    | Preis nicht vergeben |
| 2004      | Antonie Hegerlíková | Věra Vágnerová             | Marie Steinerová                          | Preis nicht vergeben | Preis nicht vergeben                    | Preis nicht vergeben |
| 2005      | Lubomír Lipský | Jiří Nermut                | Jaroslav Horáček                          | Preis nicht vergeben | Preis nicht vergeben                    | Preis nicht vergeben |
| 2006      | Věra Kubánková | Jiřina Šlezingrová-Škodová | Miloslava Fidlerová                       | Preis nicht vergeben | Preis nicht vergeben                    | Preis nicht vergeben |
| 2007      | Ilja Racek | Jaroslav Čejka             | Václav Zítek                              | Preis nicht vergeben | Preis nicht vergeben                    | Preis nicht vergeben |
| 2008      | Marie Tomášová | Růžena Mazalová            | Alena Míková                              | Preis nicht vergeben | Preis nicht vergeben                    | Preis nicht vergeben |
| 2009      | Josef Karlík (in memoriam)                                                                                                   | Boris Hybner               | Vladimír Krejčík                          | Preis nicht vergeben | Preis nicht vergeben                    | Preis nicht vergeben |
| 2010      | Jiřina Bohdalová | Věra Ždichyncová           | Naděžda Kniplová (Preis nicht angenommen) | Preis nicht vergeben | Preis nicht vergeben                    | Preis nicht vergeben |
| 2011      | Luděk Munzar | Vlastimil Harapes          | René Tuček                                | Preis nicht vergeben | Preis nicht vergeben                    | Preis nicht vergeben |
| 2012      | Jana Hlaváčová | Jiřina Knížková            | Helena Tattermuschová                     | Karel Fiala          | Divadlo Spejbla a Hurvínka Josef Krofta | Preis nicht vergeben |
| 2013      | Josef Somr | Petr Koželuh               | Zdeněk Švehla                             | Dagmar Rosíková      | Zdeněk Peřina                           | Preis nicht vergeben |
| 2014      | Blanka Bohdanová | Dagmar Ledecká             | Zdenka Kareninová                         | Josef Zíma           | Blanka Josephová-Luňáková               | Preis nicht vergeben |
| 2015      | Stanislav Zindulka | Pavel Ždichynec            | Dalibor Jedlička                          | Ladislav Županič     | Jiří Vyšohlíd                           | Preis nicht vergeben |
| 2016      | Alena Vránová | Marcela Martiníková        | Marcela Machotková                        | Pavla Břínková       | Věra Říčařová František Vítek           | Preis nicht vergeben |
| 2017      | Petr Kostka | Richard Böhm               | Miroslav Švejda                           | Jiří Korn            | Bohuslav Šulc                           | Preis nicht vergeben |
| 2018/2019 | Helena Kružíková Ladislav Mrkvička                                                                                           | Zdenka Kratochvílová       | Gabriela Beňačková                        | Věra Vlková          | Preis nicht vergeben                    | Preis nicht vergeben |
| 2020      | Josef Abrhám Hana Bauerová                                                                                                   | Aneta Voleská              | Jan Malík                                 | Hana Talpová         | Preis nicht vergeben                    | Preis nicht vergeben |
| 2021      | Iva Janžurová Libuše Švormová Alois Švehlík Jaroslav Satoranský Zdenka Procházková (in memoriam) Karel Urbánek (in memoriam) | Jaroslav Slavický          | Eva Randová                               | Jitka Molavcová      | Tomáš Dvořák                            | Ján Sedal            |
| 2022      | František Němec Veronika Forejtová                                                                                           | Libuše Králová             | Libuše Márová                             | Galla Macků          | nicht vergeben                          | Bolek Polívka        |
| 2023      | Daniela Kolářová |                            |                                           |                      |                                         |                      |
| 2024      | Naďa Šormová |                            |                                           |                      |                                         |                      |

### Weitere Auszeichnungen
| Jahr      | junge Schauspieler   | Sonderpreis der Hochschule  | für die Verbreitung von Theaterkunst im Fernsehen |
| --------- | -------------------- | --------------------------- | ------------------------------------------------- |
| 1995      | nicht vergeben       | Eduard Haken (in memoriam)  | Preis nicht vergeben                              |
| 1996      | Jan Potměšil         | Miroslav Horníček           | Preis nicht vergeben                              |
| 1997      | Petra Špalková       | Svatopluk Beneš             | Preis nicht vergeben                              |
| 1998      | Jiří Langmajer       | Divadlo Na Fidlovačce, Prag | Preis nicht vergeben                              |
| 1999      | Alena Antalová       | Ctibor Turba                | Preis nicht vergeben                              |
| 2000      | Radek Holub          | Otomar Krejča               | Preis nicht vergeben                              |
| 2001      | Petra Výtvarová      | Jiří Suchý                  | Preis nicht vergeben                              |
| 2002      | Ondřej Sokol         | Jaromír Pleskot             | Preis nicht vergeben                              |
| 2003      | Lucie Žáčková        | Václav Havel                | Preis nicht vergeben                              |
| 2004      | Filip Čapka          | Soňa Červená                | Preis nicht vergeben                              |
| 2005      | Evellyn Pacoláková   | Pavel Šmok                  | Preis nicht vergeben                              |
| 2006      | Jan Hájek            | Jiří Kylián                 | Preis nicht vergeben                              |
| 2007      | Michal Čapka         | Vlasta Chramostová          | Preis nicht vergeben                              |
| 2008      | Zbigniew Kalina      | Josef Topol                 | Preis nicht vergeben                              |
| 2009      | Lucie Štěpánková     | Ivan Vyskočil               | Preis nicht vergeben                              |
| 2010      | Ladislav Špiner      | Jiří Kout                   | Preis nicht vergeben                              |
| 2011      | Tereza Dočkalová     | Josef Jelínek               | Preis nicht vergeben                              |
| 2012      | Matouš Ruml          | Arnošt Moulík               | Preis nicht vergeben                              |
| 2013      | Martin Siničák       | Ladislav Smoček             | Preis nicht vergeben                              |
| 2014      | Lukáš Melník         | Eva Kröschlová              | Preis nicht vergeben                              |
| 2015      | Pavla Janiššová      | Petr Weigl                  | Preis nicht vergeben                              |
| 2016      | Veronika Lazorčáková | Jan Schmid                  | Preis nicht vergeben                              |
| 2017      | Ivan Dejmal          | Jiří Srnec                  | František Filip                                   |
| 2018/2019 | Zuzana Truplová      | Zdeněk Svěrák               | Ondřej Šrámek                                     |
| 2020      | Josef Láska          | Jaroslav Vostrý             | Josef Špelda                                      |
| 2021      | Denisa Barešová      | Jan Kačer                   | Jaroslav Someš                                    |
| 2022      | Dalibor Buš          | Martin Hilský               | Viktor Bolesný                                    |